# Герасимівка (Роменський район)
Гераси́мівка — село в Україні, Сумській області, Роменському районі. Населення становить 1219 осіб. Входить до складу Роменської міської громади. До 2020 орган місцевого самоврядування — Пустовійтівська сільська рада.

## Географія
Село Герасимівка розташоване на лівому березі річки Сула, вище за течією на відстані 1 км розташоване село Пустовійтівка, нижче за течією примикає місто Ромни, на протилежному березі  — село Плавинище.
Поруч пролягає автомобіліьний шлях Н07.

## Історія
У 1929 році було проведено примусову колективізацію та створено «СОЗ» «Комінтерн». У 1930 році «СОЗ» став називатися колгоспом з тією ж назвою. У колгоспі налічувалося три польових бригади. Була городня, ферма, водяний млин, який був побудований на річці Сула. Там мололи борошно трьох ґатунків, били олію, навіть робили сукно з овечої шерсті.
Село постраждало внаслідок геноциду українського народу, проведеного урядом СРСР 1923—1933 та 1946—1947 роках.
За допомогу селянам під час Голодомору було заарештовано голову колгоспу та його завгоспа Ткаченка М. Ф. і всіх членів правління. Усіх забрали до тюрми. Павлюка П. П. та Ткаченка М. Ф. було засуджено до розстрілу,та відправлено в Ніжинську тюрму, де через пів року розстріл замінили на 10 років ув'язнення, решті членів правління теж присудили до 10 років ув'язнення. Всі відбували покарання на Соловках та в Сибіру.
У 1935 році в селі розібрали церкву, познімали дзвони і т. д. У 1938 році з матеріалу розібраної церкви було побудовано школу, першим директором якої став Савченко Євген. У 1950 році в селі було відкрито бібліотеку.
У 1941—1943 роках село було під контролем німців.
У 1951 році колгосп «Комінтерн» було приєднано до колгоспу «12 грудня» села Пустовійтівка.
До 70-х років в Герасимівці діяв клуб, який був обладнаний в 30- роках в панському будинку Семена Радіоновича, після чого будівлю було знесено.
У 2018 році закінчилася  реконструкція Герасимської школи, завдяки цьому діти мають змогу навчатися в одну зміну. Також у Герасимівці працює сільська бібліотека на чолі з бібліотекарем Будяк Дар'єю Федорівною.
На даний час всю культурно — масову роботу виконує бібліотека. На її базі створено жіночий вокальний ансамбль «Надія» (з 2015 року), дитячий танцювальний колектив «Стайл» — (з 2016 року) та драматичний гурток «Рів'єра» (з 2015 року).
Фельдшерсько  – акушерський пункт очолює завідувач Правдюк Тетяна Михайлівна, медична сестра Підлісна Людмила Миколаївна та більше 20 років на посаді молодша медична сестра працює Шаповал Тетяна Андріївна.
Поблизу села знайдені залишки поселення неоліту.
12 червня 2020 року, відповідно до розпорядження Кабінету Міністрів України № 723-р «Про визначення адміністративних центрів та затвердження територій територіальних громад Сумської області», село увійшло до складу Роменської міської громади.
19 липня 2020 року, в результаті адміністративно-територіальної реформи та ліквідації Роменського району(1930—2020), увійшло до складу новоутвореного Роменського району.

## Політика

### Парламентські вибори, 2019
На позачергових парламентських виборах 2019 року у селі функціонувала окрема виборча дільниця № 590527, розташована у приміщенні школи.
Результати
- зареєстровано 949 виборців, явка 57,22%, найбільше голосів віддано за «Слугу народу» — 56,88%, за Всеукраїнське об'єднання «Батьківщина» — 16,36%, за «Силу і честь» — 5,95%[4]. В одномандатному окрузі найбільше голосів отримав Максим Гузенко (Слуга народу) — 38,95%, за Анатолія Кобзаренка (самовисування) — 23,78%, за Віктора Ладуху (Всеукраїнське об'єднання «Батьківщина») — 11,24%[5].

## Економіка
- ТОВ «Фермер Засулля».
- Фермерське господарство «Пролісок».

## Населення

### Мова
Розподіл населення за рідною мовою за даними перепису 2001 року:
| Мова            | Кількість | Відсоток |
| --------------- | --------- | -------- |
| українська      | 1194      | 97.95 %  |
| російська       | 19        | 1.56 %   |
| вірменська      | 1         | 0.08 %   |
| інші/не вказали | 5         | 0.41 %   |
| Усього          | 1219      | 100 %    |

## Соціальна сфера
- Школа І-ІІ ст.
- Фельдшерсько-акушерський пункт.
- Бібліотека.

## Пам'ятки
- Братська могила жертв нацизму[d];
- Братська могила радянських воїнів[d];

## Відомі люди
- Власенко В'ячеслав — український військовик, учасник російсько-української війни[7]
- Сітак Андрій Геннадійович — солдат Збройних Сил України, учасник російсько-української війни, відзначився у ході російського вторгнення в Україну, повний кавалер ордена «За мужність»[8].